# 赤門上古墳
赤門上古墳（あかもんうえこふん）は、静岡県浜松市浜名区内野にある古墳。形状は前方後円墳。静岡県指定史跡に指定されている。

## 概要
築造は4世紀後半または末（古墳時代前期）と推定される。誰の墓なのかは分かっていないが、ロケーションの良さや埋蔵品から有力な豪族のものと推定される。
古墳の名称は、古墳南側に位置する竜泉院（通称赤門寺）に由来する。

## 古墳の位置
古墳の所在地は三方原台地の東端、姥ヶ谷段丘に位置し、古墳からは松林越しに浜北面と言われる低地、さらには天竜川の東に位置する磐田原台地を望むことができる。
赤門上古墳の南側、東側は竜泉院の裏山とされ、開発はされていない一方、古墳の北側、西側は内野台として宅地開発が行われた。赤門山古墳の北東数百メートルの所には稲荷山古墳、山の上古墳（いずれも未発掘）が存在する。
その他にも周辺にはいくつかの古墳が残されており、染地台の開発と平行して調査が行われた。

## 発掘作業
発掘は、1961年（昭和36年）7月24日より、8月7日まで行われた。発掘に当たっては、静岡県立浜名高等学校の史学クラブをはじめ、1、2年生の生徒が全員2日以上参加した。
出土品は浜松市浜北文化センター内 浜北市民ミュージアムに展示されているほか、華紋日月天王四神四獣鏡（三角縁神獣鏡）の複製品はなゆた浜北内情報プラザにも展示されている。

## 古墳の様子・出土品
古墳は、台地の端に築かれた前方後円墳で、後円部が北に築造されている。墳丘の全長は56.3m、後円部の直径は36.2m、高さ4.9m、前方部は幅14.7m、高さ1.15m。
発掘時に、盗掘の跡が発見された。また、戦時中に防空壕が掘られたため、破損した部分もあった。
後円部より、全長5.58mのクスノキ製の木棺が発見されたほか、副葬品として内部より京都府の椿井大塚山古墳や奈良県の佐味田宝塚古墳と同范関係にある華紋日月天王四神四獣鏡（三角縁神獣鏡）、銅製の鏃、剣、直刀、鉄製の斧頭、鉄製の鍬、鉈など金属製品が多数、管玉6個などが発掘されている。
銅鏡と銅製の鏃は編み物に覆われていた。銅鏃は絹布、銅鏡は網祖品で覆われていたと推定される。

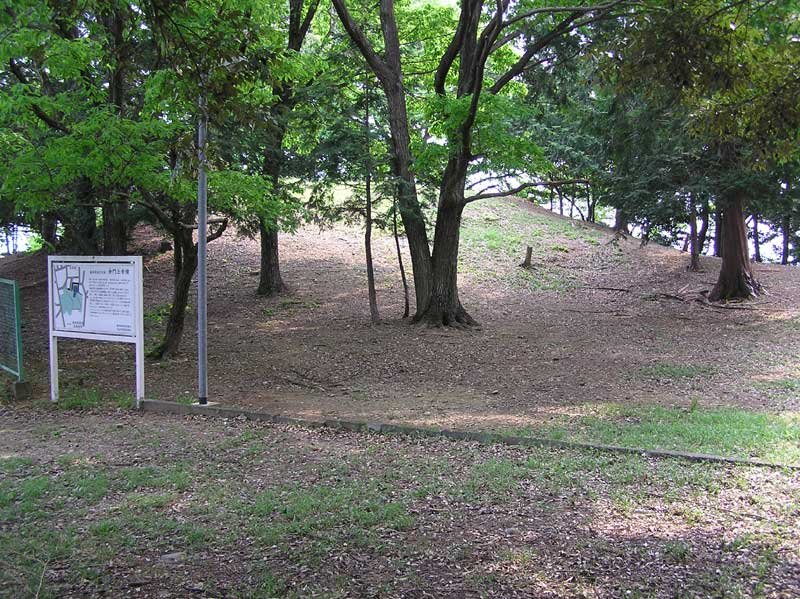
墳丘の様子
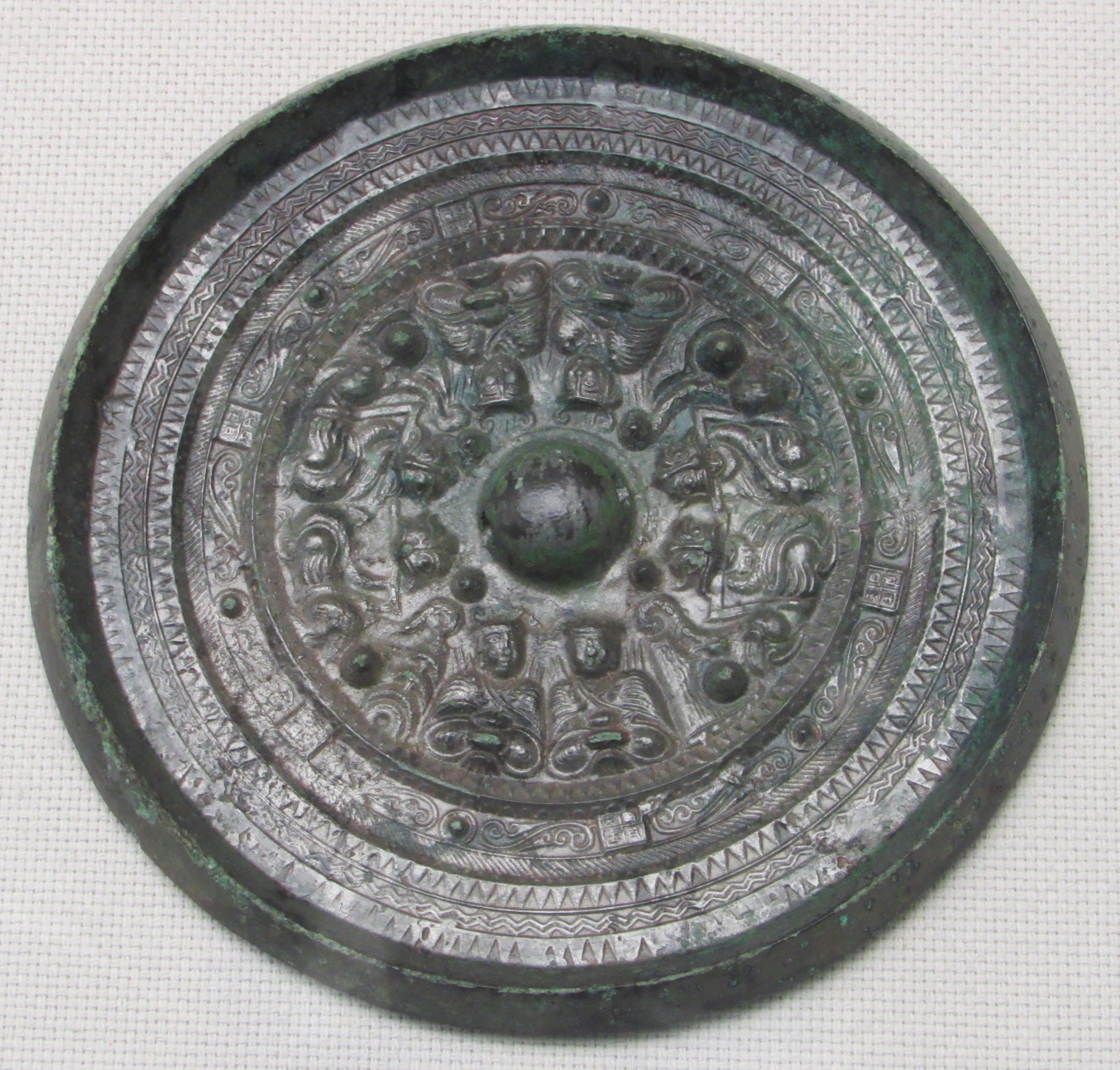
三角縁神獣鏡（浜松市博物館展示）

## 文化財

### 静岡県指定文化財
- 史跡
  - 赤門上古墳 - 1979年（昭和54年）11月19日指定[1]。
- 有形文化財
  - 赤門上古墳出土遺物 - 1990年（平成2年）3月20日指定[2]。